# Tony Manieri
Tony Manieri, född 1960, är en författare, musiker, serietecknare och illustratör inom reklambranschen. Han har till dags dato skrivit fyra deckare om den hetlevrade och hårdföre Malmöpolisen Michael Stanic samt ett flertal barn- och ungdomsböcker. Han är bosatt i Malmö.
Manieri har även översatt ett stort antal barnböcker, gjort pysselböcker samt illustrerat ABC-boken Jorden Runt med Alfa och Beta av Rebecca Manieri. Manieri tilldelades Författarcentrum Syds stipendium för år 2006 för "ett mångsidigt författarskap präglat av upptäckarlusta, humor och intelligens".

## Karriär

### Musiken
Manieri startade  1979 modsbandet The Moderns i Malmö tillsammans med Janne Borgh (sedermera i bland annat Strindbergs). Han flyttade till Stockholm med bandet och spelade in singeln "Ready For the 80’s/Identity" på Mandarine Records 1980, samt medverkade på diverse punk/new wave samlingsplattor. The Moderns gjorde dessutom en Englandsturné; de spelade bland annat på Hope & Anchor i London, spelade i Blackpool tillsammans med Slade och hade Echo and the Bunnymen som förband på en spelning i Leeds.
Manieri lämnade bandet året efter och gick med i Japop (med bland andra Janne Anderson och Joachim Berner). De spelade in två album och ett antal singlar på Parlophone/EMI. De spelade i TV några gånger och turnerade under de första åren på 1980-talet.

### Tecknade serier
Ritade under åren 1985–1999 serien Ståkkålms-Ringo i tidningen Kvällsposten.